# Adrien Fainsilber
Adrien Fainsilber (Le Nouvion-en-Thiérache, 15 juni 1932 – 11 februari 2023) was een Frans architect en planoloog.
Fainsilber studeerde in 1960 af aan de École nationale supérieure des beaux-arts. Hij startte zijn carrière aan het Amerikaanse architectenbureau van Hideo Sasaki in Watertown, Massachusetts. Teruggekeerd naar Frankrijk specialiseerde hij zich aan het Institut d'aménagement et d'urbanisme de la région d'Île-de-France. Hij startte zijn eigen kantoor nadat hij samen met Hogna Sigurdardottir de architectuurwedstrijd had gewonnen voor de bouw van een universitaire site voor de Université Paris-Nord in Villetaneuse, een project dat evenwel slechts deels gerealiseerd kon worden. Volgden een gebouw voor de Université de technologie de Compiègne, een ziekenhuissite in Évry en enkele bouwwerken in Saint-Quentin-en-Yvelines. In 1980 wordt hij geselecteerd voor deelname aan de wedstrijd en verkozen door president Valéry Giscard d'Estaing voor de constructie van de Cité des sciences et de l'industrie en La Géode. Daarnaast bouwt hij ook een kantorencomplex voor EDF in La Défense. In 1992 ontwerpt hij het Musée d'Art Roger-Quilliot in Clermont-Ferrand, in 1998 het Musée d'Art moderne et contemporain in Straatsburg.

## Erkenning
Vanaf 1985 wordt hij lid van de Franse Académie d'architecture. Voor zijn werk voor de Université Paris-Nord en La Géode wordt hij in 1986 de laureaat van de Franse Grand prix national de l'architecture, de jury prees in het bijzonder de "circulations fluides à l'intérieur des structures". In 1987 ontving hij de titel van ridder in het Legioen van Eer en officier in de Orde van Kunsten en Letteren.
- Bibliothèque nationale de France: cb12090648z (data)
- CiNii: DA03539548
- Gemeinsame Normdatei: 118930834
- International Standard Name Identifier: 0000 0000 8113 1184
- Library of Congress Control Number: n90636058
- Nationale Bibliotheek van Tsjechië: xx0305266
- Nationale Bibliotheek van Israël: 987012329610405171
- Nederlandse Thesaurus van Auteursnamen: 112499163
- Système universitaire de documentation: 029197465
- Union List of Artist Names: 500018740
- Virtual International Authority File: 34483979
- WorldCat: E39PBJbRmvgfbRtKb6G44yrg8C